# Promachus quadratus
Promachus quadratus är en tvåvingeart som först beskrevs av Christian Rudolph Wilhelm Wiedemann 1821.  Promachus quadratus ingår i släktet Promachus och familjen rovflugor. Inga underarter finns listade i Catalogue of Life.